# Algologie (geneeskunde)
De algologie (van Oudgrieks ἄλγος, "pijn") is de tak van de geneeskunde die zich bezighoudt met de bestudering van pijn. 
In het Belgische wetsvoorstel betreffende de behandeling en bestrijding van acute en chronische pijnen dat op 29 augustus 2003 door senatoren Mia De Schamphelaere en Hugo Vandenberghe is ingediend wordt onder andere algologie als onderdeel van de pijnbestrijding genoemd. Middelen die pijn onderdrukken worden analgetica genoemd.